# Faraone Cattaneo
Faraone Cattaneo (fl. XX secolo) è stato un calciatore italiano, di ruolo difensore.

## Carriera
Gioca per due stagioni in massima serie con la Sampierdarenese in Prima Divisione 1924-1925 e in Prima Divisione 1925-1926.
Nel 1927 lascia la Sampierdarenese, venendo ceduto al Rapallo.